# Île de la Gaiola
L'île de la Gaiola (en italien : isola La Gaiola) est une île italienne de la baie de Naples en mer Méditerranée, une des îles de l'archipel campanien, appartenant administrativement à Naples.

## Géographie
En face de Pausilippe, elle donne son nom au Parc submergé de Gaiola, elle s'étend sur une centaine de mètres de longueur pour une largeur équivalente.

## Histoire

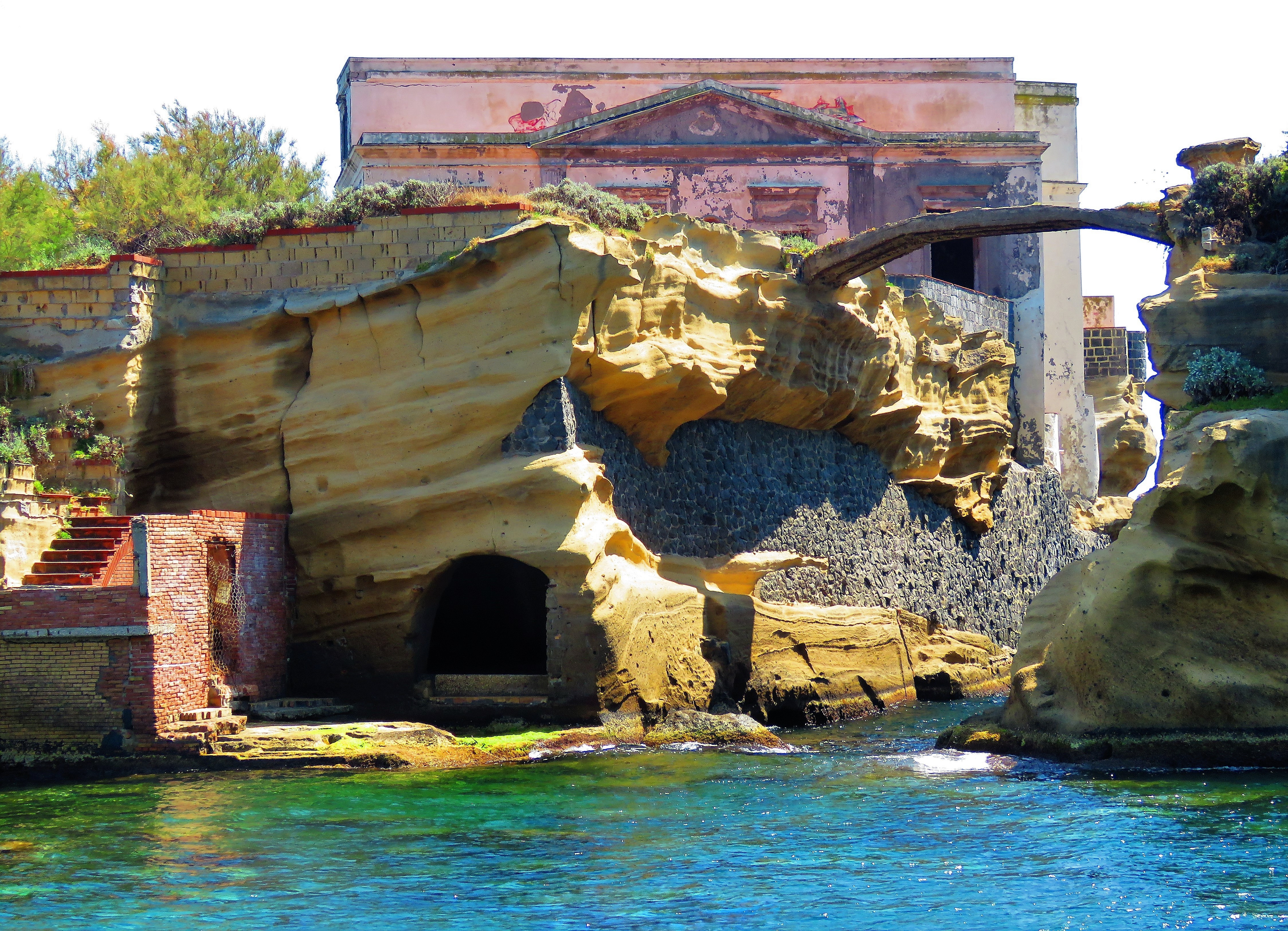
La villa.

Elle tient son nom des cavités qui l'environnent. Au XVIIe siècle, elle était occupée par des établissements romains puis est utilisée pour défendre le golfe de Naples. 
Au début du XIXe, elle est occupée par un ermite. Puis, y est construite la villa dont les imposantes ruines sont encore visibles, villa qui fut propriété de Norman Douglas.
Dans les années 1920, elle est reliée au continent par un téléphérique. La population de Naples la considère comme une « île maudite » en raison de la mort prématurée de tous ses occupants. Ainsi, le suisse Hans Braun, est retrouvé mort, enveloppé dans un tapis ; un peu plus tard, sa femme se noie en mer. Le propriétaire suivant, l'Allemand Otto Grunback, meurt d'une crise cardiaque dans la villa. L'industriel pharmaceutique Maurice-Yves Sandoz, se suicide dans un hôpital psychiatrique en Suisse. L'île a également appartenu à Gianni Agnelli, qui a perdu de nombreux parents et à Paul Getty, qui a subi l'enlèvement d'un petit-fils. 
Le dernier propriétaire privé de l'île est Gianpasquale Grappone, qui a été emprisonné. Les journaux ont de nouveau parlé de la Gaiola Malediction en 2009, après le meurtre de Franco Ambrosio et de sa femme Giovanna Sacco, qui possédait une villa en face de l'île.